# Zell (Oberpfalz)
Zell település Németországban, azon belül Bajorországban. Lakosainak száma 1865 fő (2023. december 31.).

## Népesség
A település népessége az elmúlt években az alábbi módon változott:
| Lakosok száma | 510  | 972  | 1496 | 1554 | 1835 | 1835 | 1835 | 1824 | 1833 | 1865 |
|               | 1875 | 1950 | 1975 | 1987 | 2012 | 2014 | 2016 | 2017 | 2021 | 2023 |